# Olimpia Pallavolo 2020-2021
Questa voce raccoglie le informazioni riguardanti l'Olimpia Pallavolo nelle competizioni ufficiali della stagione 2020-2021.

## Organigramma societario
Area direttiva
- Presidente: Angelo Agnelli
- Presidente onorario: Giuseppe Carenini
- Vicepresidente: Andrea Callioni, Carlo Perego
- Amministrazione: Samanta Ranaboldo
- Direttore generale: Igino Oliveto
- Direttore sportivo: Vito Insalata
- Segreteria: Michele Mologni
- Team manager: Sirio Tomaino

Area tecnica
- Allenatore: Gianluca Graziosi
- Allenatore in seconda: Daniele Busi
- Assistente allenatore: Luca Carenini
- Scout man: Federico Bigoni, Marco Migliorini

Area comunicazione
- Ufficio stampa: Linda Stevanato

Area marketing
- Responsabile marketing: Paolo Bresciani

Area sanitaria
- Responsabile staff medico: Leonardo Valsecchi
- Medico: Maurizio Mura*
- Fisioterapista: Matteo Bonfanti
- Preparatore atletico: Nicola Gibellini
- Massofisioterapista: Federico Carenini
- Nutrizionista: Marta Gamba

## Rosa
| N° | Nome                | Ruolo | Data di nascita  | Squadra |
| -- | ------------------- | ----- | ---------------- | ------- |
| 1  | Lorenzo Milesi      | C     | 16 luglio 1991   | Italia  |
| 2  | Nicolò Mancin       | S     | 6 luglio 1999    | Italia  |
| 3  | Michele Fedrizzi    | S     | 21 maggio 1991   | Italia  |
| 4  | Giovanni Ceccato    | P     | 12 luglio 1999   | Italia  |
| 6  | Francesco D'Amico   | L     | 9 ottobre 1999   | Italia  |
| 7  | Antonio Cargioli    | C     | 5 novembre 1994  | Italia  |
| 8  | Andrea Santangelo   | O     | 19 novembre 1994 | Italia  |
| 9  | Mattia Sormani      | S     | 6 maggio 1999    | Italia  |
| 10 | Juan Ignacio Finoli | P     | 5 novembre 1991  | Spagna  |
| 11 | Daniele Rota        | L     | 10 gennaio 2001  | Italia  |
| 12 | Jernej Terpin       | S     | 21 giugno 1996   | Italia  |
| 13 | Marco Pierotti      | S     | 19 giugno 1996   | Italia  |
| 15 | Gianluca Signorelli | C     | 19 luglio 1991   | Italia  |
| 18 | David Umek          | O     | 17 febbraio 1998 | Italia  |